# Река (Абхазия)
Ре́ка (абх. Река, груз. რეკა) — село в Абхазии, в Очамчырском районе частично признанной Республики Абхазия, согласно административному делению Грузии — в Очамчирском муниципалитете Абхазской Автономной Республики. Расположено к северо-востоку от райцентра Очамчыра в равнинной полосе, на левом берегу реки Охурей. В административном отношении село представляет собой административный центр Рекинской сельской администрации (абх. Река ақыҭа ахадара), в прошлом Рекинский сельсовет.

## Границы
На севере и востоке Река граничит с селом Агубедиа Ткуарчалского района; на юге — с сёлами Ачигвара и Охурей; на западе — с селом Пакуаш по реке Охурей.

## История

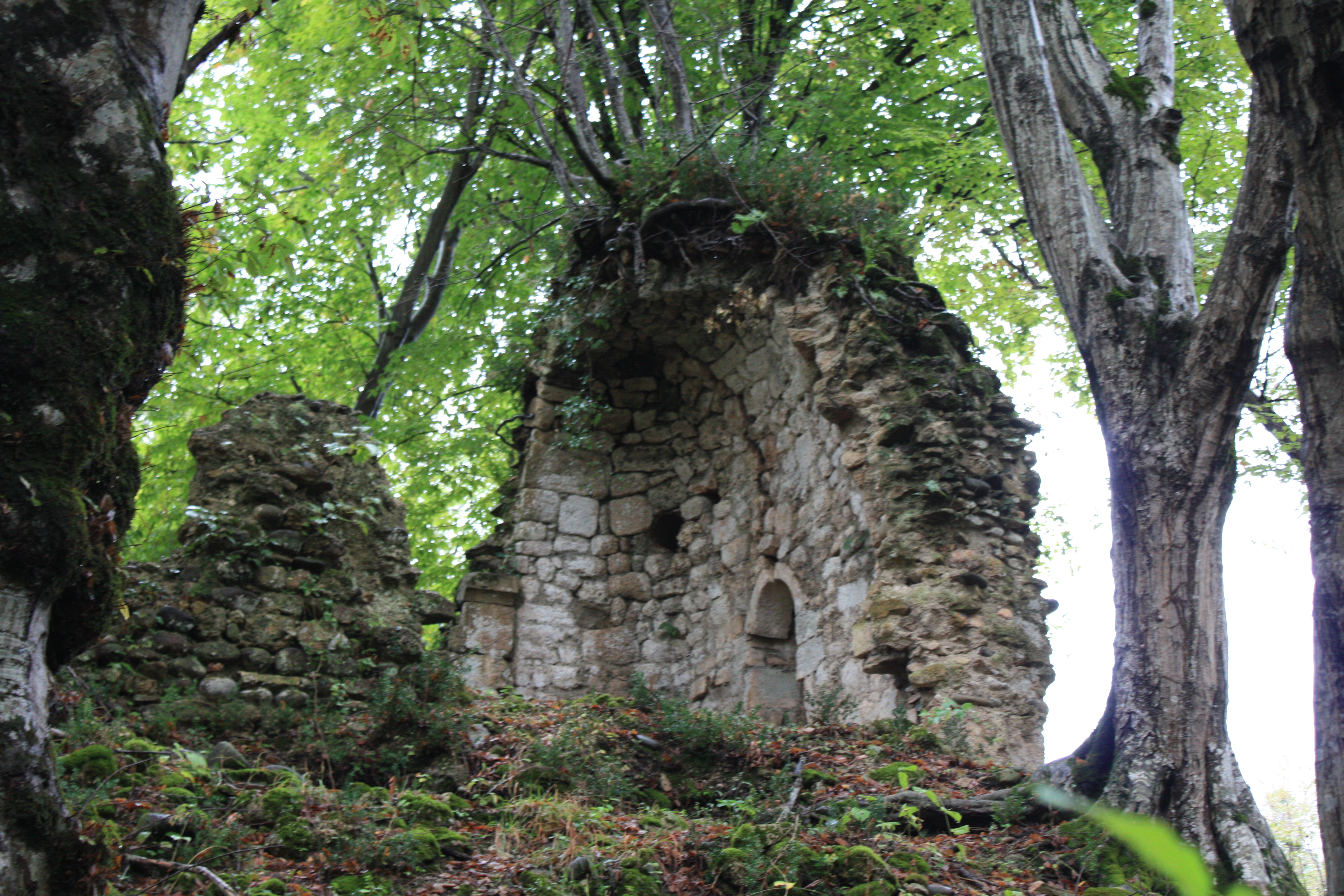
Развалины церкви в посёлке Джгериан села Река

Река, в отличие от всех остальных абхазских сёл Очамчырского района, не является абжуйским селением. Исторически Река — самурзаканское село. Вплоть до 1930 года, когда в Абхазии состоялась административная реформа, заменившая старые уезды на районы, и была проведена новая граница между Очамчырским и Галским районами, Река никогда не входила в состав Абжуйской Абхазии, представленной в разные периоды Абживским округом, Кодорским участком и Кодорским уездом.
К концу XIX века Самурзакан уже был чётко разделён на 2 основные лингвистические зоны: абхазоязычную и мегрелоязычную. Первая охватывала верхние (северные) селения Самурзаканского участка, в том числе Реку; вторая, бо́льшая по территории и численности населения, — нижние (центральные и южные) сёла. Между этими двумя зонами располагались смешанные селения. По сообщению Г. Шухардта, в конце XIX столетия «в общинах Бедийской, Окумской, Чхортольской, Гальской, Царчинской слышится абхазская речь; в Саберио, Отобая, Дихазургах говорят по-мингрельски».
В 1920-е годы абхазские коммунисты начинают высказывать мысли о приведении административных границ уездов в соответствие с этнолингвистическими. Так Ефрем Эшба в 1925 году в статье «Мы требовали и получили настоящую независимую Советскую Абхазию» отмечает: «кстати — здесь отмечу, что административное деление уездов несколько не соответствует национальным признакам, где это можно, тщательно пересмотреть административное деление: в частности — я думаю, что 2—3 селения Гальского уезда с населением, говорящим по-абхазски, надо отнести к Кодорскому уезду, как Бедиа, Река, Эшкыт, Копит, Верхний Чхортол, Окум».
В 1930 году, при проведении новой административной границы между Очамчырским и Галским районами, Река вместе с двумя другими верхнесамурзаканскими сёлами (Агубедиа и Чхуартал) была включена в состав Очамчырского района. Это позволило открыть в селе абхазскую школу, поскольку в Гальском районе абхазских школ не было.
В настоящее время Река, а также Агубедиа и часть села Чхуартал, являются единственными самурзаканскими селениями, где жители говорят по-абхазски и считают себя этническими абхазами.
Во время грузино-абхазской войны Река находилась под контролем абхазских партизан.
Село Река исторически подразделяется на 3 посёлка (абх. аҳабла):
- Джгериан
- Река-Агу (собственно Река)
- Сачина (Сачино)

## Население
Население Рекинского сельсовета по данным переписи 1989 года составляло 501 человек, по данным переписи 2011 года население сельской администрации Река составило 438 человек, в основном абхазы.
В XIX веке Река входила в состав Бедийской сельской общины. По данным переписи населения 1886 года в селении Река проживало православных христиан — 378 человек, мусульман-суннитов не было. По сословному делению в Реке имелось 19 князей и 359 крестьян. Дворян, представителей православного духовенства и «городских» сословий в Реке не проживало.
По данным той же переписи жители села были учтены как этнические «самурзаканцы». По данным переписи населения 1926 года большая часть жителей Реки, как и других сёл верхней части Гальского уезда, записывается абхазами. Примерно такое же количество рекинцев указывает абхазский язык в качестве родного.
| Год переписи | Число жителей | Этнический состав                            |
| ------------ | ------------- | -------------------------------------------- |
| 1886         | 574           | самурзаканцы 100 %                           |
| 1926         | 1562          | абхазы 88,5 %; грузины 11,3 %                |
| 1959         | 652           | абхазы (нет точных данных)                   |
| 1989         | 501           | абхазы (нет точных данных)                   |
| 2011         | 438           | абхазы 88,8 %, грузины 10,3 %, русские 0,9 % |

## Интересное
Река — единственное этнически абхазское самурзаканское село Очамчырского района.
Для села характерно абхазо-мегрельское двуязычие при том, что практически все жители являются этническими абхазами.